# پاپا
پاپا (به مجاری: Pápa) در وسپرم در کشور مجارستان واقع شده‌است. جمعیت این شهر ۳۳٫۰۸۰ نفر است.

## نگارخانه

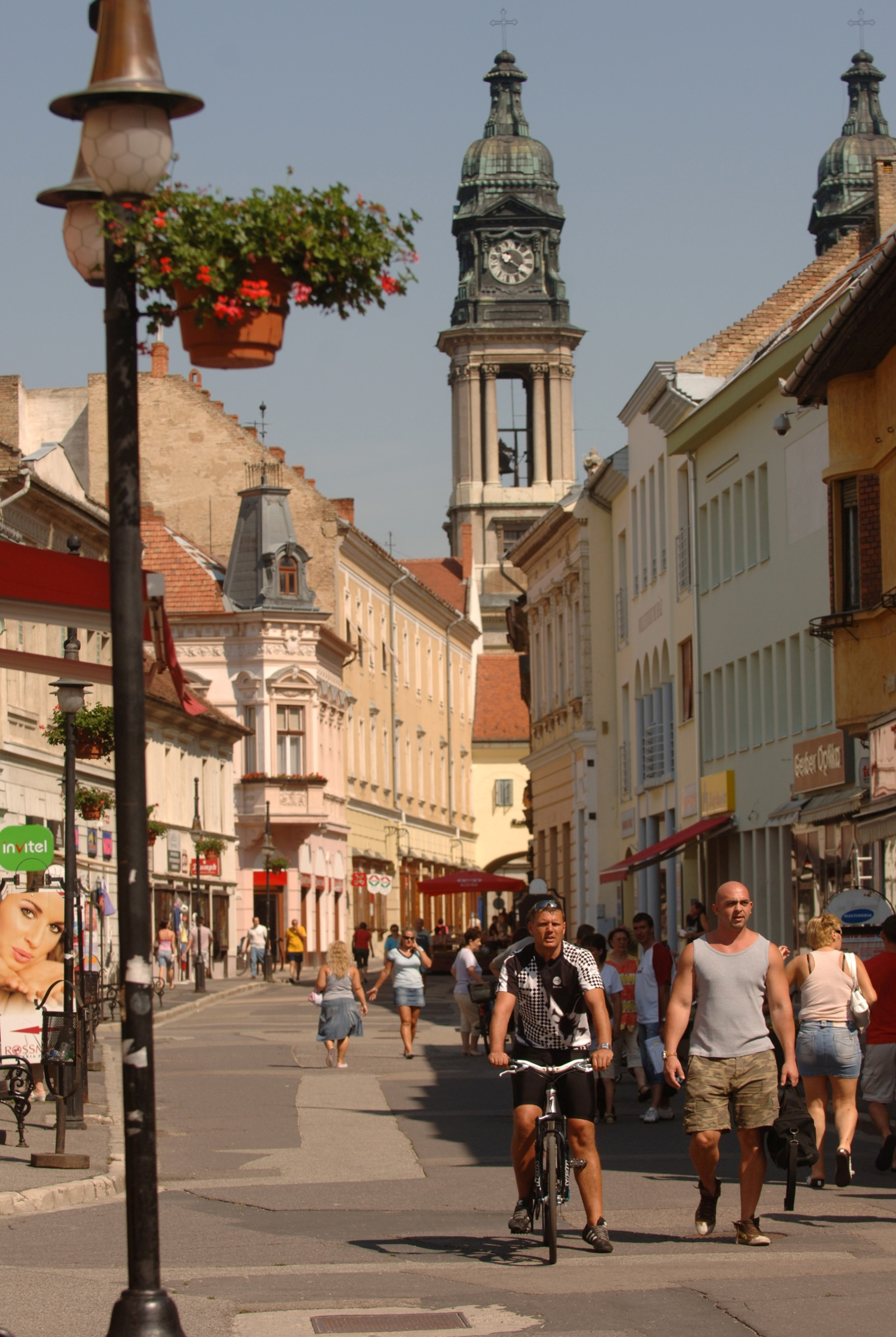
مرکز شهر
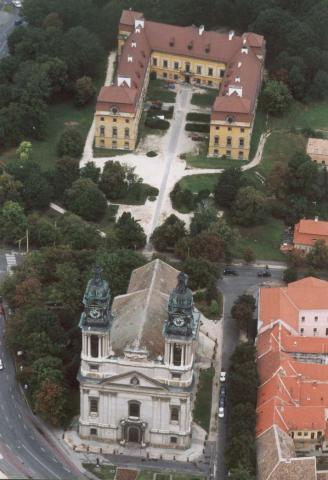
قلعه و کلیسای شهر
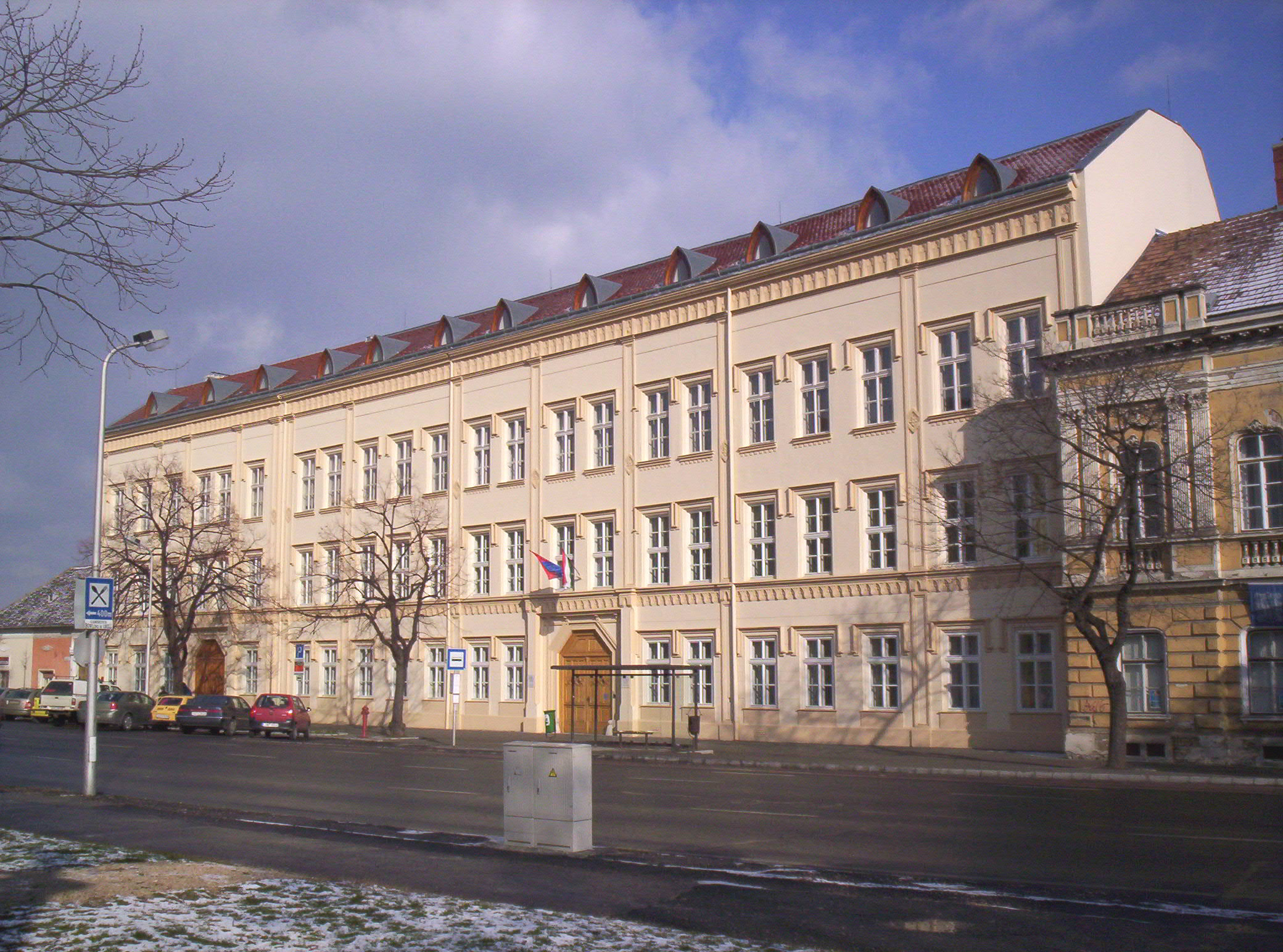
آکادمی الهیات
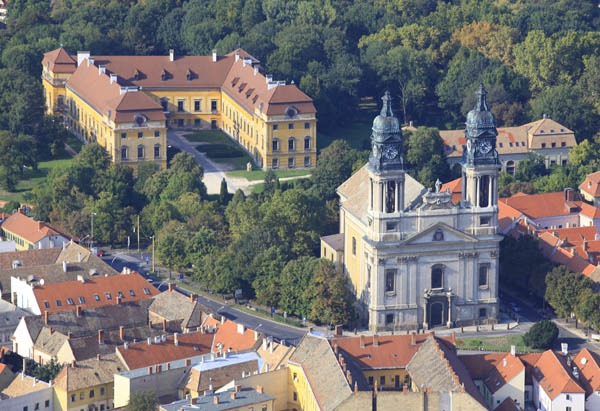
نمای هوایی